# Cunizza da Romano
Cunizza da Romano (nascuda vers 1198) va ser una noble italiana, tercera filla d'Ezzelino II da Romano i Adelaida di Mangona, i germana d'Ezzelino III i Alberico da Romano.
Va casar-se de jove amb Riccardo di San Bonifacio, senyor de Verona, però va fugir d'ell amb el poeta de la cort Sordello, que se l'endugué a la casa del seu pare. Abandonada pel poeta, va amistançar-se amb un cavaller de Treviso anomenat Bonio, i, a la mort d'aquest, s'acabà casant amb un dels comtes de Bragança. A més de Sordello, altres trobadors intervingueren amb les seves composicions en aquest afer escandalós: Peire Guilhem de Luserna, Uc de Saint-Circ.
Passà els seus darrers dies a Florència, on Dante Alighieri la pogué conéixer personalment. La va fer aparèixer a la Tercera Esfera del Paradís (Cant IX, versos 13-65)
Una versió lliure del corteig entre Riccardo i Cunizza (amb un desenllaç molt diferent a la realitat) configura l'argument de la primera òpera de Giuseppe Verdi: Oberto, Conte di San Bonifacio.